# Бехтери (Спас-Талицкое сельское поселение)
Бехтери — деревня в Оричевском районе Кировской области в составе Спас-Талицкого сельского поселения.

## География
Расположена на расстоянии менее 4 км по прямой на юго-запад от райцентра поселка Оричи.

## История
Известна с 1678 года как починок Костромитинский с 2 дворами, в 1764 году в починке было  уже 90 жителей. В 1873 году здесь (Костромичевской 2-й  или Бехтеревы) дворов 5 и жителей 32, в 1905 (Костромичинский 2-й  или Бехтери) 3 и 23, в 1926 (деревня Бехтери или Костромиченский 2-й) 5 и 22, в 1950 5 и 24, в 1989 оставался 1 постоянный житель.  Ныне имеет дачный характер.

## Население
Постоянное население не было учтено как в 2002 году, так и в 2010.